# Culcasia panduriformis
Culcasia panduriformis là một loài thực vật có hoa trong họ Ráy (Araceae). Loài này được Engl. & K.Krause mô tả khoa học đầu tiên năm 1917.